# Sam Van Rossom
Sam Van Rossom, né le 3 juin 1986 à Gand, en Belgique, est joueur belge de basket-ball. Il evolue au poste de meneur tout au long de sa carrière, de 2005 à 2024.

## Biographie
Van Rossom remporte le championnat d'Espagne avec Valencia lors de la saison 2016-2017.
En septembre 2017, Van Rossom signe un nouveau contrat avec Valencia.
Le 5 mai 2024, il annonce mettre un terme à sa carrière de joueur à la fin de la saison.

## Palmarès
BC Ostende : 
- Champion de Belgique en 2006, 2007 et 2024.
- Champion de BNXT League en 2024.
- Vainqueur de la Coupe de Belgique en 2008.
- Vainqueur de la Supercoupe de Belgique en 2006.

 Valence Basket Club : 
- Vainqueur de l'EuroCoupe en 2014 et 2019.
  - Finaliste de l'EuroCoupe en 2017.
- Champion d'Espagne en 2017
- Vainqueur de la Supercoupe d'Espagne en 2017.
- Finaliste de Coupe d'Espagne en 2017.